# أنو فرونتو
أنو فرونتو (Άνω Βροντού) هي قرية في سيريس في مقاطعة فوريا إلادا في اليونان.
يبلغ عدد سكانها حوالي 452 نسمة.